# Gliese 22
Désignations
Gliese 22 AC : V547 Cas, LFT 47, LHS 114, LTT 10178

Gliese 22 (V547 Cassiopeiae / GJ 22) est un système d'étoiles situé à environ 33 années-lumière de la Terre dans la constellation de Cassiopée. Le système est constitué de deux étoiles naines rouges, Gliese 22 A et B, et d'une naine brune, Gliese 22 C. En 2008, il a été annoncé qu'une éventuelle exoplanète (Gliese 22 Bb) orbitait dans le système, mais cette planète n'a pas encore été confirmée.

## Gliese 22 A
voir infobox

## Gliese 22 B
- ascension droite : 00h 32m 29.575s
- déclinaison : +67° 14′ 04.63″
- Magnitude apparente : 12.19
- Grand axe : 4"
- Inclinaison : 140°

## Gliese 22 C
- ascension droite : 00h 32m 29.4s
- déclinaison : +67° 14′ 08″
- Magnitude apparente : 13.2
- Période orbitale : 16 ans
- Grand axe : 0.5"